# Вовчок підмаренниковий
Вовчок підмаренниковий, вовчок гвоздиковидний (Orobanche caryophyllacea) — вид трав'янистих рослин родини вовчкові (Orobanchaceae), поширений у Європі, західній і центральній Азії, заході Північної Африки.

## Опис
Багаторічна рослина 20–50 см заввишки. Стебла рідко залозисто запушені довгори. Листки яйцювато-ланцетні або ланцетоподібні, 2–2.5 см × 4–6 мм, голі зверху, залозисто запушені на краю та знизу. Суцвіття циліндричне, пухке, мало квіткове. Чашечка 1–1.2 см, нерівномірно 2-розділена; сегменти ланцетні, цілісні або 2-лопатеві; частки лінійно-ланцетні, нерівні, 4–8 мм, зазвичай 3-жильні, вершини довго загострені. Віночок 20–25 мм довжиною, бурий, жовтувато- або темно-червоний, зовні коротко залозисто-волосистий, трубка його значно розширена до зіву. Тичинки прикріплені на відстані 1.5–3 мм від основи трубки віночка. Рильце темно-червоне або жовте. Коробочка довгаста, 1–1.2 см. Насіння довгасте, 0.4–0.5 × ≈ 0.3 мм. 2n = 38.

## Поширення
Поширений у Європі, західній і центральній Азії, Північній Африці (Алжир, Марокко).
В Україні вид зростає на лісових галявинах, серед чагарників, на сухих луках, в степах, на відслоненнях крейди і вапняку — у Карпатах (Закарпатська обл.), рідко; на Поліссі (пд. ч.), в Лісостепу, Степу (пн. ч. Миколаївської та Херсонської обл.). Паразитує на коренях підмаренника.